# Mad Max Renegade
A Mad Max Renegade Paul C. Miller magánprodukcióban készült 9 perces kisjátékfilmje. Cselekménye a Mad Max és a Mad Max 2 között történik, néhány nappal az első rész befejezése után. A filmből a teljes Mad Max történet egy eddig ismeretlen, de fontos részét ismerhetjük meg. Kis költségvetése és rövid időtartama ellenére hűen ábrázolja a Mad Max filmek hangulatát és képi világát. A filmben a Mad Max Brian May alkotta eredeti zenéje hallható.
A nem kereskedelmi forgalmazásra szánt film szabadon megtekinthető többek között a YouTube oldalon, itt.

## Cselekmény
|  | Alább a cselekmény részletei következnek! |

Előzmény: Max Rockatansky az ausztrál országúti rendőrség, a Main Force Patrol egyik legkiválóbb embere volt. Miután egy motorosbanda megölte feleségét és gyermekét, a törvényt mellőzve egyenként leszámolt a bandatagokkal. Az önmagával meghasonlott Max ezután sem tért vissza a rendőrséghez. A rendőrség garázsából illegálisan elvitt kompresszoros V8-as Pursuit Special szolgálati Interceptorával országúti igazságosztóként folytatta életét. A rendőrségnél a polgárok számára figyelmeztetést adnak ki elkerülésére, de Fifi McAfee kapitány nem szorgalmazza az elfogását, mert törvényen kívüliként sokkal hatékonyabban tud leszámolni a bűnözőkkel, mint a törvények által megkötött kezű rendőrök. Néhány nap telik el mindössze.
A hetes számú „high fatality” országút tovább szedi áldozatait, már 98 az éves áldozatok száma. Egy frissen házasodott pár kocsival hajt keresztül az elhagyatott úton. A fiatal asszonyka ölében egy hordozókosárban betakargatva a bébi, mindketten boldogan nézik, milyen erős fiú lesz, ha felnő. Egy gyanús kocsit látnak az út szélén. Ahogy elhaladnak mellettük az elindul, utoléri őket, majd a kocsiból tüzet nyitnak rájuk.
Mire Max rájuk talál a férj már nem él, az asszony csak annyit hajtogat, a bébi, a bébi, majd ő is meghal. A rablók az autóból minden mozdíthatót elvittek, az alvó bébit is a hordozójában. Max a nyomukba ered.
A két rabló egy elvetemült párocska. A férfi vezet, a nő a kocsi ablakából menet közben szórja ki a szükségtelen összerablott holmikat. Mikor a nő észreveszi, hogy egy „bronzos” (MFP rendőr) van a nyomukban, a férfi bekapcsolja a kompresszort és a gázra lép, a nő az ablakon félig kibújva számszeríjjal rálő Maxre, el is találja, de Max ruhája felfogja a nyílvesszőt. Egy gyors tempójú üldözés után Max beéri őket, majd utolsó töltényével belelő a kocsiba. A férfi meghal, a nő megsebesül, az irányt vesztett kocsi egy útmenti reklámtáblának hajt (téged is vár az MFP), az ablakon félig kibújt nő az ütközéstől meghal.
Max a kocsihoz megy, ahonnan halk sírást hall, amely egy kosárból jön. Az apa és anya ugyan meghalt, de a bébi szerencsére életben van. A kosárban meglepetésére nem csecsemőt, hanem egy könyökkutyát talál. Nyakában ott a neve, bébi (baby). Ránéz, majd csak annyit mond, gyere kutya, majd magával viszi.
Folytatás: A kutya, amelyiknek a neve csak Kutya (Dog), a feleségét és gyerekét elvesztett Max egyetlen társa lesz. Szerencsésen felnő és végig Max mellett marad. Ketten együtt folytatják az igazságosztást a Pusztulás Földjén (Wasteland).
|  | Itt a vége a cselekmény részletezésének! |

## Forgatási helyszín
Mojave-sivatag, Kalifornia

## Az autók
- Max kocsija nem azonos a mozifilmben láthatóval, egy gondosan megépített Ford Falcon Interceptor replikát láthatunk, szintén Weiand kompresszorral.
- Az országúti banditák kocsija egy Ford Mustang Mach I. Tulajdonosa a férfi rablót játszó Luke Bluske volt. A rendező ígéretet tett a kocsi épségére, de az a táblával való ütközésnél mégis megsérült.

## Érdekességek
- Mad Max Pursuit Special Interceptora az ausztrál szabályok szerint jobb kormányos, míg a banditák Fordja és a házaspár kocsija az amerikai szabályoknak megfelelően bal kormányos.
- Az országúti óriásplakát egy toborzó, felirata: téged is vár az MFP, az országúti rendőrség. A plakátot a film rendezője festette korábban.
- A filmben szereplő rádióadásokban a legtisztább ausztrál nyelvezetet használják, a szereplők akcentusa inkább amerikai.
- A filmben látható országúti táblák, a High Fatality Road és a Prohibited Area az első Mad Max filmben látható táblák pontos másolatai.
- A meggyilkolt pár kocsijának hátulján az Ausztráliát népszerűsítő matricák között egy MFP feliratú is van.
- Mad Max kutyája egy australian sheep dog, ausztrál pásztorkutya. Neve egyszerűen csak Kutya (Dog). Columbo kutyájának szintén Kutya volt a neve.

## Szereplők
- Liam Fountain - Max Rockatansky, „Mad” Max
- Luke Bluske - autós útonálló
- Pagan Urich - női útonálló
- Gerry Goble - fiatal férj
- Neva Cole - fiatal feleség